# Jan Vítovec ze Hřebene
Jan Vítovec (chorvatsky Ivan Bitovec Grebengradski, Jan Bitovpáac, † 1468), uváděný též s predikátem ze Hřebene (podle později získaného hradu), byl válečník a žoldnéř českého původu, který dosáhl významného postavení a značného majetku ve Slavonii. Zastával funkci slavonského bána a byl císařem Fridrichem III. povýšen na hraběte ze Záhoří (chorv. grof zagorski).
V historických pramenech se objevuje také jako Ivan Vitovec, Wittowicz zum Greben, pan Jan, de Greben, Bitovec, Witobecz či Vitovecz. 

## Životopis

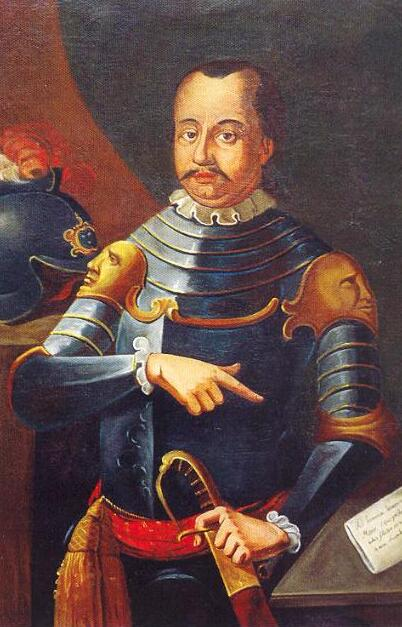
Bán Oldřich II. Celjský

Jan Vítovec se narodil pravděpodobně v jižních Čechách (nebo na Moravě) a zřejmě pochází ze skromné české nebo moravské zemanské rodiny Vítovců a Zlínských (rytíři z Vítovic a ze Zlína), mezi nimiž je v roce 1440 zmiňován jistý Petr Roman z Vítovic jako vlastník zlínského panství.
Coby husitský bojovník se Jan Vítovec naučil válečnému umění. Během svého pobytu v českých zemích v letech 1438–1439 se se zkušeným Vítovcem patrně setkal celjský hrabě Ulrich II. a od roku 1439 byl Vítovec ve službách jeho rodu. 
Po smrti krále Albrechta II. Habsburského se na straně královny vdovy Alžběty účastnil bojů o uherské následnictví mezi Alžbětou, která se snažila uherský trůn zajistit pro svého syna Ladislava V., a polským Vladislavem I. Zúčastnil se také bitev ve Slavonsku a nedaleko Samoboru roku 1441 porazil Vladislavova stoupence Štěpána Bánffyho z Lendavy. Poté bránil Alžbětina města podél hranic se Štýrskem a Rakousy. Po smrti bána Matka Talovace pomohl rodině Celjských převzít jejich panství a také bojoval za jejich zájmy proti Janu Hunyadimu. 
Od Ulricha získal hrady Hřeben (Greben) a Sternberg v Korutanech. Ulrich, který byl slavonským bánem, ho v roce 1451 učinil svým zástupcem. Byl také županem v Križevci.
Po Ulrichově smrti v roce 1456 Vítkovce jmenoval Ladislav Pohrobek slavonským bánem. Tento úřad zastával s malými přerušeními až do roku 1466, v letech 1457 až 1463 souběžně s Mikulášem z Iloku.[zdroj?]
Na Vítovce spoléhala také vdova po posledním členovi rodu Celjských, Kateřina Brankovićová ve snaze domoci se dědictví na panství Celje, Vítovec ji však opustil. Již jako slavonský bán spravoval zájmy nového mladého krále Ladislava ve všech oblastech, i když šlo o dědictví hrabat z Celje. V této věci si Vítovec dokázal přivlastnit většinu celjského majetku pro sebe a své potomky. Od Celjského vdovy koupil Varaždin a získal do zástavy panství Krapina.
Po smrti Ladislava Pohrobka osciloval mezi římským císařem Fridrichem III. a Matyášem Korvínem. Po nějaký čas byl ve službách císaře. Fridrich mu v roce 1459 udělil titul hraběte ze Záhoří s panstvím Lobor v chorvatském Záhoří a 10. listopadu 1459 mu udělil právo razit mince. Jeho stříbrné krejcary byly raženy v Krapině. Nakonec Vítkovec skončil ve službách krále Matyáše, který mu získané majetky potvrdil. Mezi města v Záhorském hrabství patřil Trakošćan, Varaždin a další. Vzhledem k tomu, že zpočátku chybí dostupné historické údaje, lze Vítovce po roce 1456 považovat za skutečného vlastníka zagorského hrabství. Matyáš také věnoval Vítovcovi zemi zničeného města Vrbovec. V roce 1465 velel Vítkovec s Janem Rozgonyiem (Rozgonem) armádě Matyáše Korvína zaslané proti Osmanům v Humu.
Jan Vítovec měl s manželkou z tyrolského rodu z Weispriachu syny Jiřího, Viléma († 1510) a Jana a dceru Kateřinu (vdaná za Mikuláše Széchyho z Lendavy). Synové však v politice nedosahovali otcovy obratnosti – kvůli vzpouře na ně král poslal vojsko a přišli o část majetku.